# Wout Faes
Wout Faes (Mol, Bélgica, 3 de abril de 1998) es un futbolista belga que juega de defensa en el Leicester City F. C. de la EFL Championship.

## Trayectoria
Faes comenzó su carrera en el R. S. C. Anderlecht en 2016, aunque este equipo decidió cederle al S. C. Heerenveen en 2017 y al Excelsior Rotterdam durante la temporada 2017-18, ambos clubes de la Eredivisie neerlandesa. En el Anderlecht no llegó a disputar mi un solo minuto, hasta su marcha definitiva en 2018.
En ese año fichó por el K. V. Oostende de la Primera División de Bélgica, equipo en el que jugó 54 partidos y marcó un gol a lo largo de dos temporadas.

### Stade de Reims
En enero de 2020 fichó por el Stade de Reims, que lo mantuvo cedido hasta final de temporada en el Oostende. En agosto de ese año debutó en la Ligue 1 frente al A. S. Mónaco.
Después de dos años compitiendo en Francia, el 1 de septiembre de 2022 fue traspasado al Leicester City F. C.

## Selección nacional
Fue internacional sub-15, sub-17, sub-19 y sub-21 con la selección de fútbol de Bélgica. Con la absoluta debutó el 8 de junio de 2022 en un partido de la Liga de Naciones de la UEFA 2022-23 ante Polonia.

### Participaciones en Eurocopas
| Copa          | Sede     | Resultado        | Partidos | Goles |
| ------------- | -------- | ---------------- | -------- | ----- |
| Eurocopa 2024 | Alemania | Octavos de final | 4        | 0     |

## Estadísticas

### Clubes
Actualizado al último partido disputado el 2 de noviembre de 2024.
| Club                               | Div.          | Temporada     | Liga  | Liga  | Copas nacionales | Copas nacionales | Copas internacionales | Copas internacionales | Total | Total |
| Club                               | Div.          | Temporada     | Part. | Goles | Part.            | Goles            | Part.                 | Goles                 | Part. | Goles |
| ---------------------------------- | ------------- | ------------- | ----- | ----- | ---------------- | ---------------- | --------------------- | --------------------- | ----- | ----- |
| S. C. Heerenveen · Países Bajos    | 1.ª           | 2016-17       | 8     | 0     | 0                | 0                | —                     | —                     | 8     | 0     |
| S. C. Heerenveen · Países Bajos    | Total club    | Total club    | 8     | 0     | 0                | 0                | 0                     | 0                     | 8     | 0     |
| Excelsior Rotterdam · Países Bajos | 1.ª           | 2017-18       | 19    | 0     | 1                | 0                | —                     | —                     | 20    | 0     |
| Excelsior Rotterdam · Países Bajos | Total club    | Total club    | 19    | 0     | 1                | 0                | 0                     | 0                     | 20    | 0     |
| K. V. Oostende · Bélgica           | 1.ª           | 2018-19       | 35    | 1     | 5                | 1                | —                     | —                     | 40    | 2     |
| K. V. Oostende · Bélgica           | 1.ª           | 2019-20       | 28    | 0     | 2                | 0                | —                     | —                     | 30    | 0     |
| K. V. Oostende · Bélgica           | Total club    | Total club    | 63    | 1     | 7                | 1                | 0                     | 0                     | 70    | 2     |
| Stade de Reims Francia             | 1.ª           | 2020-21       | 33    | 1     | 0                | 0                | 2                     | 0                     | 35    | 1     |
| Stade de Reims Francia             | 1.ª           | 2021-22       | 37    | 4     | 2                | 0                | —                     | —                     | 39    | 4     |
| Stade de Reims Francia             | 1.ª           | 2022-23       | 3     | 0     | 0                | 0                | —                     | —                     | 3     | 0     |
| Stade de Reims Francia             | Total club    | Total club    | 73    | 5     | 2                | 0                | 2                     | 0                     | 77    | 5     |
| Leicester City F. C. Inglaterra    | 1.ª           | 2022-23       | 31    | 1     | 5                | 0                | —                     | —                     | 36    | 1     |
| Leicester City F. C. Inglaterra    | 2.ª           | 2023-24       | 43    | 2     | 3                | 0                | —                     | —                     | 46    | 2     |
| Leicester City F. C. Inglaterra    | 1.ª           | 2024-25       | 10    | 1     | 1                | 0                | —                     | —                     | 11    | 1     |
| Leicester City F. C. Inglaterra    | Total club    | Total club    | 84    | 4     | 9                | 0                | 0                     | 0                     | 93    | 4     |
| Total carrera                      | Total carrera | Total carrera | 247   | 10    | 19               | 1                | 2                     | 0                     | 268   | 11    |

## Palmarés

### Campeonatos nacionales
| Título           | Equipo               | País       | Año  |
| ---------------- | -------------------- | ---------- | ---- |
| EFL Championship | Leicester City F. C. | Inglaterra | 2024 |